# 거친양쥐며느리
거친양쥐며느리는 등각목 양쥐며느리과의 갑각류 동물로, 학명은 Porcellio scaber이다.
몸길이 10 ~ 11mm의 육상갑각류이다. 몸은 등배 쪽으로 납작하고 긴 타원형이며, 너비는 몸길이의 반 정도이다. 가슴은 7절로 몸 대부분을 차지하고 배는 6절로 매우 작다. 꼬리 끝에는 한 쌍의 붓끝모양의 꼬리마디가 있다. 몸빛깔은 암갈색 또는 회갈색이며 연노랑의 점무늬가 널려 있다. 몸 표면에는 거친 과립의 가로줄이 있다. 생긴 것으로 보면 다지류의 노래기의 한 갈래로 보이지만 갑각류로서 새우나 게에 더 가깝다.
공벌레(콩벌레)와도 근연 관계이다.
쥐며느리는 곤충처럼 몸의 수분을 유지하기에 효과적인 큐티클층 껍데기가 없기 때문에 돌 밑처럼 어둡고 눅눅한 곳에서 살며 주로 썩은 식물을 먹는다. 암컷은 몸의 아랫부분에 있는 액체가 차 있는 알주머니 속에 알을 낳으며, 알은 이 알주머니 속에서 어린 개체로 발달한다. 쥐며느리는 종종 떼지어 몰려다니는데, 이러한 행동은 몸 속의 수분이 손실되는 것을 줄여 준다.
사람이 만지면 죽은 시늉을 한다.
끈적끈적한 분비물을 분비하여 자신을 보호하는 종류도 있다. 